# Air Force United
Der Air Force United Football Club (thailändisch สโมสรฟุตบอลแอร์ฟอร์ซ ยูไนเต็ด) war ein Fußballverein aus der thailändischen Hauptstadt Bangkok. Air Force United war ein Militärsportklub der Thailändischen Streitkräfte. Er spielte zuletzt in der zweiten Liga, der Thai League 2, und ist mit 13 Thailändischen Meisterschaften amtierender Rekordmeister. Er war zugleich einer der erfolgreichsten Vereine des Landes. Der Verein hieß bis 2010 Royal Thai Air Force FC.

## Vereinsgeschichte
Der Verein ist einer der ältesten Vereine Thailands, gegründet 1937. In den 50er und 60er Jahren hatte der Klub seine erste glorreiche Phase. Von 1952 bis 1967 konnte er 10 seiner insgesamt 13 Meisterschaften gewinnen. 7 Meisterschaften konnte die Air Force in Folge gewinnen. Von 1957 bis 1962. Abgesehen von zwei gewonnenen Queen’s Cup Titeln in den 70er machte der Verein kaum noch von mit großen Titeln von sich reden. 1979 spielte erstmals Piyapong Piew-on für den Klub. Bis heute ist die Historie des Vereins, eng mit seinem Namen verknüpft. Später wurde er nicht nur einer der Helden der Vereinsgeschichte, sondern auch des Thailändischen Fußballs. 1982 mit dem Queen’s Cup und dem Gewinn der 11. Meisterschaft. Mit den 90er Jahren und der Rückkehr von Piyapong konnte erstmals wieder an alte Erfolge angeknüpft werden. 1995, 1996 und 2001 wurde der Thailändische FA Cup gewonnen. 1996 war man Gründungsmitglied der neuen Thai Premier League und schloss die Saison auf Platz 7 ab. Piyapong Piew-on beendete nach dieser Saison seine aktive Karriere und wurde Trainer seines Vereins. In seinem ersten Jahr in der Verantwortung, konnte er gleich die Meisterschaft erringen. Es war die erste nach 1987 für den Klub und die insgesamt 10. Der Vizemeisterschaft 1998 folgte der bisher letzte Meistertitel in der Geschichte des Vereins. Einem weiteren Vizemeistertitel im Jahr 2000 folgte Ende der Saison 2003/04 der Abstieg in die zweite Liga Thailands. Seit dem Abstieg konnte man nicht wieder aufsteigen, mit einem dritten Platz in der Saison 2007 wurde nur knapp der Aufstieg verpasst. 2008 reichte es dann jedoch nur zu einem enttäuschenden 10. Platz. Zudem endete das Arrangement des langjährigen Trainers Piyapong. Insgesamt war er Elf Jahre im Amt.
Über die Jahre hinweg nahm der Klub an den Wettbewerben des asiatischen Verbandes teil. Das beste Ergebnis erzielte der Verein dabei in der Saison 1989, des Pokal der Pokalsieger Wettbewerbs. Dabei erreichte man zwar das Halbfinale, zog sich jedoch aus dem Turnier zurück. Bis 2013 spielte man in der Thai Premier League Division 1. Zum Ende der Saison wurde man Meister und stieg in die Thai Premier League auf. Hier konnte man die Klasse nicht halten und stieg nach einem Jahr Erstklassigkeit wieder in die Division 1 ab. In der zweiten Liga hatte man die beiden folgenden Jahre mit dem Abstieg nichts zu tun. 2017 wurde man in der Division 1 Vizemeister und stieg wieder in die Thai League auf. 2018 wurde man Tabellenletzter und man musste wieder den Weg in die Zweitklassigkeit antreten.

## Stadion
Seine Heimspiele trug der Klub im Thupatemi Stadium, Khu Khot, Lam Luk Ka, Pathum Thani aus. Bei dem Stadion handelt es sich um ein Mehrzweckstadion mit einem Fassungsvermögen von 25.000 Zuschauern. Eigentümer der Anlage ist die Royal Thai Air Force. Von 2007 bis 2011 spielte man ebenfalls im Thupatemee Stadion. 2012 spielte man im 3.000 Zuschauer fassenden North Bangkok University Stadium. Im gleichen Jahr zog man wieder in das Thupatemee Stadion, in dem man bis heute die Heimspiele austrägt.

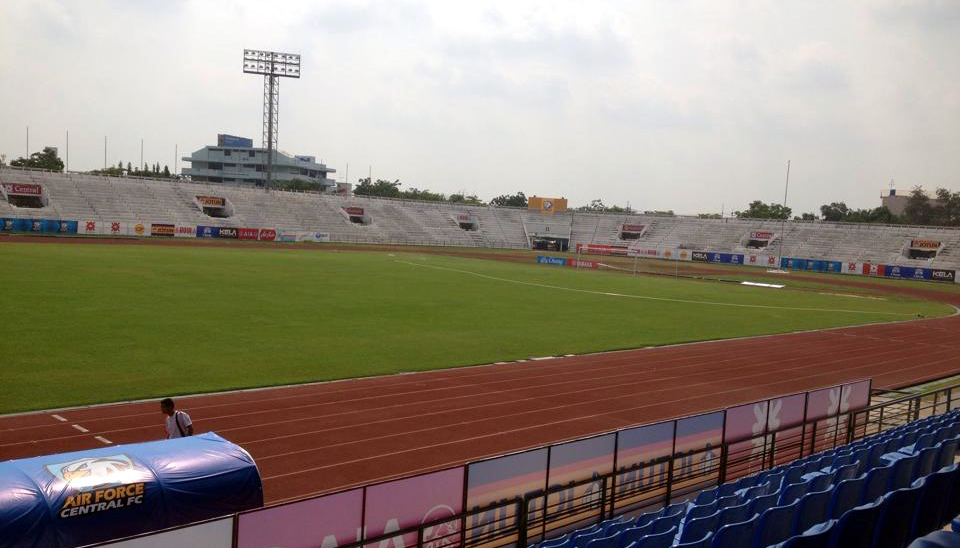
Thupatemi-Stadion

### Spielstätten
| Saison      | Stadion                                    | Standort                                                 | Kapazität | Eigentümer                | Koordinaten                      |
| ----------- | ------------------------------------------ | -------------------------------------------------------- | --------- | ------------------------- | -------------------------------- |
| 2007 – 2011 | Thupatemi Stadium                          | Khu Khot, Lam Luk Ka, Pathum Thani, Provinz Pathum Thani | 25.000    | Royal Thai Air Force      | 13° 57′ 4,1″ N, 100° 37′ 28,2″ O |
| 2012        | North Bangkok University Stadium (Rangsit) | Rangsit, Pathum Thani, Provinz Pathum Thani              | 3.000     | North Bangkok Universität | 14° 0′ 21,9″ N, 100° 40′ 22,8″ O |
| 2012 – 2019 | Thupatemi Stadium                          | Khu Khot, Lam Luk Ka, Pathum Thani, Provinz Pathum Thani | 25.000    | Royal Thai Air Force      | 13° 57′ 4,1″ N, 100° 37′ 28,2″ O |

## Vereinserfolge

### National
- Thai Premier League Division 1

2013 - Meister - Aufstieg
2017 - 2. Platz - Aufstieg
- Kor Royal Cup (ถ้วย ก.) und Thailand Premier League

1952, 1953, 1957, 1958, 1959, 1960, 1961, 1962, 1963, 1967, 1987, 1996, 1999, Vizemeister 1998, 2000 - Meister
- Queen’s Cup

1970, 1974, 1982 - Sieger
- Thailändische FA Cup

1995, 1996, 2001 - Sieger
- Super Cup

1997, 1999 - Sieger
- Khǒr Royal Cup (ถ้วย ข.)

Gewinner (16) (1949–1951, 1961, 1962, 1964, 1965, 1967, 1973, 1977, 1982, 1985–1987, 1989, 1991)
- Khor Royal Cup (ถ้วย ค.)

Gewinner (8) (1966, 1970, 1971, 1983, 1985–1987, 1990)
- Ngor Cup (ถ้วย ง.)

Gewinner (4) (1966, 1984, 1986, 1988)

## Spieler
(Letzte offizielle Mannschaft von Air Force United, Stand: 1. August 2019)
| Nr. |           | Position | Name                                                     |
| --- | --------- | -------- | -------------------------------------------------------- |
| 1   | Thailand  | TW       | Pisan Dorkmaikaew                                        |
| 2   | Thailand  | AB       | Sirawit Nipunphattarut                                   |
| 3   | Thailand  | AB       | Thanapon Jaidee                                          |
| 4   | Thailand  | AB       | Napat Jarupatpakdee                                      |
| 5   | Thailand  | MF       | Rakpong Chumueang                                        |
| 7   | Thailand  | MF       | Thanat Jantaya                                           |
| 8   | Thailand  | MF       | Sitthichai Seangjun                                      |
| 10  | Thailand  | ST       | Anusak Laosangthai                                       |
| 11  | Brasilien | ST       | Diego                                                    |
| 13  | Thailand  | AB       | Ekkapob Sanitwong                                        |
| 14  | Thailand  | AB       | Phattharaphon Kangsopa                                   |
| 15  | Thailand  | MF       | Phattaraphol Chansuwan                                   |
| 16  | Thailand  | MF       | Nattapon Tep-uthai                                       |
| 17  | Thailand  | MF       | Nattachai Srisuwan (ausgeliehen von BG Pathum United FC) |
| 18  | Thailand  | TW       | Buncha Yimchoi                                           |
| 19  | Thailand  | MF       | Farid Madsoh                                             |

| Nr. |           | Position | Name                   |
| --- | --------- | -------- | ---------------------- |
| 20  | Thailand  | ST       | Nontapat Naksawat      |
| 21  | Vietnam   | ST       | Lê Văn Tân             |
| 22  | Thailand  | MF       | Siripong Kongjaopha    |
| 25  | Thailand  | AB       | Jetsadakorn Hemdaeng   |
| 26  | Thailand  | MF       | Comsan Merndee         |
| 27  | Brasilien | ST       | Alex Ruela             |
| 28  | Thailand  | MF       | Chanchai Nanseebut     |
| 29  | Thailand  | MF       | Nopparat Sakun-ood     |
| 30  | Thailand  | TW       | Chutideth Maunchaingam |
| 31  | Thailand  | MF       | Wasan Mala             |
| 32  | Thailand  | AB       | Thammarat Waenmani     |
| 33  | Thailand  | AB       | Anuwat Promyotha       |
| 35  | Thailand  | TW       | Surasak Thong-on       |
| 37  | Thailand  | AB       | Sorasak Kaewinta       |
| 39  | Thailand  | AB       | Methapon Monyai        |
| 40  | Thailand  | AB       | Suchon Sa-nguandee     |

## Ehemalige Spieler
- Piyapong Piew-on
- Kouassi Yao Hermann
- Pavarit Saensook
- Warut Mekmusik
- Issac Honey
- Issawa Singthong
- Renan Marques
- Nopphon Ponkam
- Greg Houla
- Kittisak Siriwan
- Issac Honey
- Kosin Hembut
- Kritsakorn Kerdpol
- Lee Jin-ho
- Ratchanon Poodklai
- Kittipol Paphunga
- Peerawis Ritsriboon
- Rungroj Sawangsri
- Attapong Nooprom
- Samuel Cunningham
- Ronnachai Rangsiyo
- Tana Sripandorn
- Anusak Laosangthai
- Jaycee John
- Valdo
- Kayne Vincent
- Wanchai Jarunongkran
- Sarawut Inpaen
- Pichit Jaibun
- Patrick Flottmann
- Eaksatha Thanyakam
- Chaiwut Wattana
- Natthapong Yangjaroen
- Nunthawut Fuinchaiwong
- Naronrit Samonpan
- Jozef Tirer
- Umarin Yaodam
- Sarawut Kanlayanabandit
- Woo Hyun
- Anuwat Inyin
- Suphakorn Ramkulabsuk
- Kritsana Taiwan
- Leandro Assumpção
- Aleksandar Kapisoda
- Faysal Shayesteh
- Apisit Sorada
- Kiatjarern Ruangparn
- Ernesto Amantegui Phumipha
- Anu Singharach
- Phuvanart Sangsri
- Santiphap Siri
- Assawin Boonmun
- Abu Seidu
- Suppawat Srinothai
- Jun Uruno
- Anon Nanok
- Sarayut Chaikamdee
- Zezinando
- Michal Nguyễn
- Kayne Vincent
- Wisarut Imura
- Sarayut Sompim
- Michal Nguyễn
- Rattana Petch-Aporn
- Jaroonsak Somkong
- Wirapong Wannasiri
- Arnon Wongchanta
- Rungroj Sawangsri
- Watcharapol Boonchan
- Jakkapong Renumas
- Mantehwa Lahmsombat

## Trainer
| Name                | Zeit bei Air Force United | Zeit bei Air Force United |
| Name                | von                       | bis                       |
| ------------------- | ------------------------- | ------------------------- |
| Piyapong Piew-on    | 1997                      | 2008                      |
| Arjharn Songngamsap | 1. Januar 2012            | 30. Juni 2012             |
| Sasom Pobprasert    | 1. Januar 2015            | 3. April 2018             |
| Andrew Ord          | 3. April 2018             | 5. Juni 2018              |
| Jason Brown         | 10. Juni 2018             | 18. April 2019            |
| Narasak Boonkleng   | 18. April 2019            | Dezember 2019             |

## Beste Torschützen seit 2008
| Saison | Name                                   | Tore |
| ------ | -------------------------------------- | ---- |
| 2008   | Watcharapong Channgam                  | 9    |
| 2009   | Pornchai Ardjinda                      | 7    |
| 2010   | Pornchai Ardjinda                      | 15   |
| 2011   | Kouassi Yao Hermann Anusak Laosangthai | 12   |
| 2012   | Kouassi Yao Hermann                    | 20   |
| 2013   | Kouassi Yao Hermann                    | 16   |
| 2014   | Kouassi Yao Hermann                    | 13   |
| 2015   | Julius Oiboh                           | 8    |
| 2016   | Valdo                                  | 12   |
| 2017   | Kayne Vincent                          | 13   |
| 2018   | Kayne Vincent                          | 8    |
| 2019   | Alex Ruela                             | 8    |

## Saisonplatzierung
| Saison  | Liga                           | Liga  | Liga   | Liga | Liga | Liga | Liga  | Liga   | Liga     | Pokal               | Pokal                  |
| Saison  | Liga                           | Level | Spiele | S    | U    | N    | Tore  | Punkte | Position | FA Cup              | League Cup             |
| ------- | ------------------------------ | ----- | ------ | ---- | ---- | ---- | ----- | ------ | -------- | ------------------- | ---------------------- |
| 1996/97 | Thai Premier League            | 1     | 34     | 14   | 12   | 8    | 54:48 | 35     | 7.       |                     |                        |
| 1997    | Thai Premier League            | 1     | 22     | 14   | 3    | 5    | 42:45 | 23     | 1.       |                     |                        |
| 1998    | Thai Premier League            | 1     | 22     | 10   | 10   | 2    | 40:52 | 31     | 2.       |                     |                        |
| 1999    | Thai Premier League            | 1     | 22     | 11   | 6    | 5    | 43:27 | 39     | 1.       |                     |                        |
| 2000    | Thai Premier League            | 1     | 22     | 12   | 5    | 5    | 41:34 | 41     | 2.       |                     |                        |
| 2001/02 | Thai Premier League            | 1     | 22     | 8    | 8    | 6    | 23:21 | 32     | 4.       |                     |                        |
| 2002/03 | Thai Premier League            | 1     | 18     | 7    | 2    | 9    | 23:26 | 29     | 5.       |                     |                        |
| 2003/04 | Thai Premier League            | 1     | 18     | 4    | 4    | 10   | 16:14 | 38     | 9. ▼     |                     |                        |
| 2005    | Thai Premier League Division 1 | 2     |        |      |      |      |       |        |          |                     |                        |
| 2006    | Thai Premier League Division 1 | 2     |        |      |      |      |       |        |          |                     |                        |
| 2007    | Thai Premier League Division 1 | 2     | 22     | 12   | 6    | 4    | 41:22 | 42     | 3.       |                     |                        |
| 2008    | Thai Premier League Division 1 | 2     | 30     | 10   | 10   | 10   | 40:32 | 40     | 10.      |                     |                        |
| 2009    | Thai Premier League Division 1 | 2     | 30     | 12   | 6    | 12   | 42:45 | 36     | 6.       | 2. Hauptrunde       |                        |
| 2010    | Thai Premier League Division 1 | 2     | 30     | 13   | 9    | 8    | 48:33 | 48     | 6.       | Achtelfinale        | 2. Runde               |
| 2011    | Thai Premier League Division 1 | 2     | 34     | 10   | 10   | 14   | 36:53 | 40     | 14.      | 2. Runde            | 1. Runde               |
| 2012    | Thai Premier League Division 1 | 2     | 34     | 12   | 8    | 14   | 45:45 | 44     | 9.       | 2. Runde            | 2. Runde               |
| 2013    | Thai Premier League Division 1 | 2     | 34     | 20   | 9    | 5    | 51:28 | 69     | 1. ▲     | 2. Runde            | Achtelfinale           |
| 2014    | Thai Premier League            | 1     | 38     | 6    | 12   | 20   | 35:63 | 30     | 19. ▼    | 3. Runde            | 2. Runde               |
| 2015    | Thai Premier League Division 1 | 2     | 38     | 14   | 10   | 14   | 53:50 | 52     | 9.       | 2. Runde            | 1. Runde               |
| 2016    | Thai Premier League Division 1 | 2     | 26     | 11   | 9    | 6    | 44:29 | 42     | 4.       | Qualifikationsrunde | 2. Runde               |
| 2017    | Thai League 2                  | 2     | 32     | 18   | 8    | 6    | 61:40 | 62     | 2. ▲     | 1. Runde            | Viertelfinale          |
| 2018    | Thai League                    | 1     | 34     | 4    | 4    | 26   | 32:78 | 16     | 18. ▼    | 2. Runde            | Viertelfinale          |
| 2019    | Thai League 2                  | 2     | 34     | 9    | 7    | 18   | 39:53 | 34     | 14.      | 2. Runde            | Play-Off Qualifikation |

## Statistik in den AFC-Wettbewerben
| Saison  | Wettbewerb              | Runde                           |            | Verein                | Heim | Auswärts |
| ------- | ----------------------- | ------------------------------- | ---------- | --------------------- | ---- | -------- |
| 1988/89 | Asian Club Championship | Qualifikationsgruppe – Gruppe 5 | Malaysia   | Pahang FA             | 2:1  | –        |
| 1988/89 | Asian Club Championship | Qualifikationsgruppe – Gruppe 5 | Singapur   | Geylang International | 9:0  | –        |
| 1988/89 | Asian Club Championship | Qualifikationsgruppe – Gruppe 5 | Indonesien | NIAC Mitra            | 2:1  | –        |
| 1988/89 | Asian Club Championship | Qualifikationsgruppe – Gruppe 5 | Brunei     | Bandaran              | 9:0  | –        |
| 1997/98 | Asian Cup Winners’ Cup  | 1. Runde                        | Malaysia   | Melaka Telekom        | 0:0  | 1:2      |
|         |                         | 2. Runde                        | Indonesien | PSM Makassar          | 1:2  | 0:0      |
| 2000/01 | Asian Club Championship | 2. Runde                        | Indonesien | PSM Makassar          | 6:1  | 0:5      |
| 2001/02 | Asian Cup Winners’ Cup  | 2. Runde                        | Singapur   | Home United           | 1:0  | 0:5      |

## Air Force United B

### Saisonplatzierung
| Saison | Liga                    | Liga   | Liga | Liga | Liga | Liga  | Liga   | Liga     | Liga |
| Saison | Liga                    | Spiele | S    | U    | N    | Tore  | Punkte | Position |      |
| ------ | ----------------------- | ------ | ---- | ---- | ---- | ----- | ------ | -------- | ---- |
| 2019   | Thai League 4 - Bangkok | 24     | 2    | 2    | 20   | 18:59 | 8      | 13.      |      |

### Beste Torschützen
| Saison | Name              | Tore |
| ------ | ----------------- | ---- |
| 2019   | Nontapat Naksawat | 5    |

## Sponsoren
| Jahr | Ausrüster | Trikotsponsor |
| ---- | --------- | ------------- |
| 2013 | Kela      | Central       |
| 2014 | Kela      | Central       |
| 2015 | Kela      | Central       |
| 2016 | Kela      | Central       |
| 2017 | Kela      | Central       |
| 2018 | Kela      | Central Group |
| 2019 | Kela      | ohne          |

## Erläuterungen / Einzelnachweise
1. ↑  rsssf.org: Statistik der Saison 1989